# 阮忠彦
阮 忠彦（げん ちゅうげん、グエン・チュン・ガン、ベトナム語：Nguyễn Trung Ngạn / 阮忠彥、重興5年（1289年） - 大定2年（1370年））は、陳朝大越の政治家・学者。字は邦直、号は介軒。著作に『介軒詩集』がある。

## 生涯
興隆12年（1304年）、16歳の若さで科挙に合格する。興隆22年（1314年）には元への使節の一人として選ばれた。開泰元年（1324年）、元からの使者として馬合謀と楊宗瑞が泰定帝の即位を告げて時憲暦を授けた際、二人は横柄な態度を取って皇帝明宗の前に至っても下馬の礼を取らなかった。誰もが大国である元の使者に遠慮して押し黙っていたところ、阮忠彦だけが使者に対してその非礼を責めた。元の使者は阮忠彦の言葉に従って明宗に侘びを入れたという。その後、開祐元年（1329年）に太上皇になっていた明宗自ら牛吼蛮に親征に向かった際には参謀の一人に任じられ、4年後の上皇明宗の哀牢親征に際しても、清化発運使として戦功を挙げている。開祐13年（1341年）に京師大尹に任じられると、都昇龍の行政・治安の改善に尽くした。また、陳朝の法律・制度・礼制をまとめた『皇朝大典』編纂の中心人物としても活躍し、最終的に宰相格である枢密院事にまで昇進した。